# Бадалов, Карэн Карлосович
Карэн Карлосович Бадалов (род. 28 марта 1965, Москва) — российский актёр театра и кино. Заслуженный артист Российской Федерации (2004). Лауреат Государственной премии Российской Федерации (2001).

## Биография
Карэн Бадалов родился 28 марта 1965 года в Москве, в армянской семье. Окончил Московский институт стали и сплавов (МИСиС) по специальности «Физика металлов». По профессии не работал, а поступил в Государственный институт театрального искусства (ГИТИС, ныне РАТИ), на режиссёрский факультет, в мастерскую Петра Фоменко. 
С 1993 года — актёр Московского театра «Мастерская П. Фоменко».

## Фильмография
- 1991 — Повести Белкина. Гробовщик (ТВ-спектакль)
- 1993 — Заложники «Дьявола» — Варгез Карапетян, совладелец ресторана
- 1995 — Орёл и решка — муж Лариски
- 2001 — Коллекционер — Пётр
- 2001 — Дальнобойщики (15-я серия «Самосуд») — Арсен, папа изнасилованной девочки
- 2003 — Прогулка — жених
- 2003 — Любовь императора — Михаэл Тариэлович Лорис-Меликов
- 2003 — Список влюблённых РФ — Райхильсон
- 2004 — Моя большая армянская свадьба — Джорж
- 2004 — На углу у Патриарших 4
- 2005 — Казус Кукоцкого — Илья Гольдберг
- 2005 — Золотой телёнок — Егор Скумбриевич
- 2006 — Ералаш (выпуск № 202, сюжет «Пустяки»)[4] — Иван Грозный
- 2006 — Девять месяцев
- 2006 — Грозовые ворота — боевик в маске Деда Мороза
- 2006 — Дикари — князь
- 2006 — Жулики — сосед
- 2006 — Очарование зла — Сергей Эфрон
- 2007 — Кремень — майор
- 2007 — Милосердный — батюшка
- 2007 — Суженый-ряженый — Лёва
- 2007 — Право на счастье — Черных
- 2007 — Танец живота — Хасан
- 2007 — Тяжёлый песок — Курос, учитель гимназии
- 2008 — Гуманоиды в Королёве (эпизод 33 «Уж замуж невтерпёж», Гамлет)
- 2008 — Апостол — Зеллер, хирург-офтальмолог
- 2009 — Исаев — Роман (Фёдор Савельевич Шелехес)
- 2009 — Тихая семейная жизнь — Олег Григорьевич
- 2009 — Первая попытка — Димочка Палатников, врач-отоларинголог
- 2010 — 45 сантиметров
- 2010 — Операция «Праведник» — Вилли
- 2010 — Неудачников.NET — Вениамин Лейкин, врач-кардиохирург
- 2011 — Ёлки 2 — отец Аслана
- 2011 — Маяковский. Два дня — Осип Брик
- 2012 — Синдром дракона — Изя Кенигштейн, антиквар, специалист по реставрации старинных книг
- 2012 — Дирижёр — Сергей Никодимов, баритон
- 2012 — Однажды в Ростове — Анастас Микоян
- 2012 — С новым годом, мамы! — врач
- 2013 — Братья по обмену — Георгий Атосович Мерзляков, президент фирмы «Магистраль»
- 2013 — Параджанов — Лаэрт
- 2013 — Всё включено-2 — Башкурт-паша, турецкий мафиози, отец Чечек
- 2015 — Склифосовский (4 сезон) — Алексей Абрамович Покровский, главврач, хирург-кардиолог, отец Александры Покровской
- 2015 — Мафия: Игра на выживание — психолог
- 2017 — Последняя статья журналиста — Валентин Вениаминович Штемберг, следователь прокуратуры
- 2020 — СССР — Давид Погосян, преподаватель в художественном институте
- 2021 — Корпорация Ad Libitum — Артур Мамедов
- 2021 — Чикатило — Евгений Николаевич Некрасов, профессор психиатрии
- 2022 — Без правил — Арсен Анваров, хозяин отеля
- 2022 — Художник — раввин Альтшулер
- 2022 — Сны — Александр Грейц, Владимир Грейц
- 2022 — Начальник разведки — Моисей Маркович Аксельрод, начальник учебной части разведшколы
- 2023 — Свидетель — Даниэль Коэн, скрипач
- 2023 — Библиотекарь — Цофин
- 2024 — Внутри убийцы — Абрамсон

## Награды
- 2001 — Государственная премия России (за театральные спектакли в «Мастерской Петра Фоменко»).
- 2004 — Заслуженный артист России[1].
- 2020 — Премия города Москвы в области литературы и искусства — за исполнение главных ролей в спектаклях «В гостях у барона Мюнхгаузена», «Король Лир» и «Египетские ночи»[5]